# Caenosamerus litosus
Caenosamerus litosus är en kvalsterart som beskrevs av Harold G. Higgins och Tyler A. Woolley 1969. Caenosamerus litosus ingår i släktet Caenosamerus och familjen Ameridae. Inga underarter finns listade.